# Елце (Баварска)
Елце (њем. Ellzee) општина је у њемачкој савезној држави Баварска. Једно је од 34 општинска средишта округа Гинцбург. Према процјени из 2010. у општини је живјело 1.142 становника. Посједује регионалну шифру (AGS) 9774133.

## Географски и демографски подаци
Елце се налази у савезној држави Баварска у округу Гинцбург. Општина се налази на надморској висини од 481 - 499 метара. Површина општине износи 14,8 km². У самом мјесту је, према процјени из 2010. године, живјело 1.142 становника. Просјечна густина становништва износи 77 становника/km².

## Међународна сарадња
| Мјесто | Држава | Врста сарадње | Од    |
| ------ | ------ | ------------- | ----- |
|        | Пољска | пријатељство  | 1996. |
| Извор  |        |               |       |